# پت کانلی (بازیکن فوتبال)
پت کانلی (انگلیسی: Pat Connolly؛ زادهٔ ۲۷ ژوئیهٔ ۱۹۴۱) بازیکن فوتبال اهل بریتانیا است.
از باشگاه‌هایی که در آن بازی کرده‌است می‌توان به باشگاه فوتبال کولچستر یونایتد، باشگاه فوتبال آلترینچام، باشگاه فوتبال کرو آلکساندرا، باشگاه فوتبال مکلسفیلد تاون، باشگاه فوتبال وینسفورد یونایتد، و باشگاه فوتبال نورتویچ ویکتوریا اشاره کرد.